# 娜塔莎·欣德
娜塔莎·欣德（英語：Natasha Hind，1989年8月21日—），新西兰女子游泳运动员，主攻自由泳。她曾代表新西兰参加2010年和2014年英联邦运动会游泳比赛，获得一枚银牌和一枚铜牌。